# Хапіліна Вікторія Іванівна
Вікто́рія Іва́нівна Хапі́ліна (* 1992) — українська бігунка на довгі дистанції.

## З життєпису
Народилась 1992 року. У 2013 році змогла здобути срібну нагороду на дистанції 10 000 метрів на чемпіонаті Європи U23 у Тампере — між росіянкою Гульшат Фаслітдіновою та грекинею Анастасією Каракацані.
У 2017 році перемогла на дистанції 3000 м на чемпіонаті України в приміщенні з результатом 9:20,95 хв.
У 2020 році вперше виграла Софійський марафон. Через місяць вона була дискваліфікована Незалежним комітетом доброчесності Всесвітньої легкої атлетики (AIU) за споживання допінгу.